# Naikhongchhari
Naikhongchhari è un sottodistretto (upazila) del Bangladesh situato nel distretto di Bandarban, divisione di Chittagong. Si estende su una superficie di 463,61 km² e conta una popolazione di 61.788  abitanti (censimento 2011).